# Giovanni (piłkarz)
Giovanni, właśc. Giovanni Silva de Oliveira (ur. 4 lutego 1972 w Abaetetuba) – brazylijski piłkarz, napastnik. Srebrny medalista MŚ 98.
Karierę zaczynał w Tuna Luso Belém. Później grał m.in. w Remo i Paysandu SC. W 1994 został zawodnikiem Santosu FC, w byłym klubie Pelé spędził 2 lata. W 1996 odszedł do Barcelony, gdzie grał przez 3 sezony i zdobył dwa tytuły mistrzowskie (1998, 1999). W 1999 podpisał kontrakt z Olympiakosem Pireus. W Grecji był jedną z największych gwiazd rozgrywek, seryjnie zdobywał tytuły mistrza kraju (2000, 2001, 2002, 2003, 2005). W 2005 wrócił do Brazylii i Santosu, rok 2006 spędził w saudyjskim Al-Hilal. Obecnie gra w Sport Recife.
W reprezentacji Brazylii zagrał 18 razy, strzelił 6 bramek. Debiutował w 1995, ostatni raz zagrał w 1999. Podczas MŚ 98 wystąpił w jednym meczu Brazylii. Brał udział w zwycięskim dla Canarinhos turnieju Copa América 1997.